# Ethelfled
Ethelfled, Æðelflæd ili Æthelflæd je anglosasko žensko ime. Ovo je popis osoba na koje se može odnositi:
- Ethelfled Mercijska, lady Mercijanaca, kćer kralja Alfreda Velikog
- Ethelfled Damerhamska, druga supruga kralja Edmunda I. Veličanstvenog
- Ethelfled Eneda, prva supruga kralja Edgara i mati kralja Edvarda II. Mučenika